# Platyneuromus honduranus
Platyneuromus honduranus is een insect uit de familie Corydalidae, die tot de orde grootvleugeligen (Megaloptera) behoort. De soort komt voor in Het zuidoosten van Mexico, Guatemala en Honduras.